# NGC 2313
NGC 2313 je tamna maglica  u zviježđu Jednorogu. 

## Vanjske poveznice
- SEDS: NGC 2313